# Ninja Combat
Ninja Combat (ニンジャコンバット?, Ninja Konbatto) è un videogioco arcade di genere picchiaduro a scorrimento sviluppato da Alpha Denshi e pubblicato nel 1990 da SNK per il Neo Geo. Basato sul precedente successo di Alpha Denshi Gang Wars, il titolo è stato distribuito tramite Virtual Console ed incluso nella collezione ADK Tamashii per PlayStation 2, quest'ultima uscita solo in Giappone.

## Trama
Negli anni 90, Neo Ninja City (New York) cade nelle mani della setta Kage Ichizoku guidato dal malvagio ninja Genyosai. I ninja virtuosi, i membri sopravvissuti del Clan Shinobi, Joe e Hayabusa, si precipitano verso la Torre Ninja, che si ritiene essere il quartier generale del Kage Ichizoku e che si erge maestosa a Neo Ninja City.
Mentre Joe e Hayabusa si precipitano verso la Torre Ninja, un'ombra ninja diversa dal Kage Ichizoku li attacca. Ognuno di loro attacca Joe e Hayabusa per motivi diversi, ma i due fanno pace sconfiggendoli e unendo le forze con i tre aggressori Musashi, Kagerou e Genbu, formando i Ninja Combat, un gruppo di cinque ninja.
Tutti quanti fanno quindi irruzione nel palazzo dove si nasconde il capo della setta, un edificio con elementi architettonici tipicamente orientali. Dopo aver sconfitto i potenti membri del Kage Ichizoku, finalmente si avvicinano a Genyosai, il quale cresce enormemente e tormenta i Ninja Combat, ma questi ultimi vincono. La battaglia è finita.

## Modalità di gioco
Ninja Combat è articolato in ben sette livelli. Il viaggio porta gli eroi ninja da un parco divertimenti alla cima di una torre. Lungo il cammino, dovranno sopravvivere agli infiniti attacchi dei membri di Kage Ichizoku e dei loro scagnozzi. I protagonisti Joe e Hayabusa usano gli shuriken come arma principale, sebbene altre armi che li aiutano nel percorso siano nunchaku, mazze, cricchetti, asce da battaglia, clave chiodate e katana. Uno speciale attacco a capriola può essere utilizzato per abbattere più nemici di fila. Come arte del ninpo kairou, un drago di fuoco (Joe) o un fulmine (Hayabusa) possono essere evocati per distruggere tutti i nemici sullo schermo.
Gli eroi muoiono se la loro forza vitale si esaurisce o se il tempo scade. Ogni 1500 punti ottenuti o quando raccolgono una capsula d'oro, guadagnano una vita extra. Infine, ci sono evidenti carenze nel bilanciamento del gioco, come il fatto che l'oggetto curativo appare solo all'inizio del primo livello, e nella seconda metà, la barra della vita si riduce di oltre la metà dopo un solo colpo. 

## Accoglienza
In Giappone, la rivista Game Machine elencò Ninja Combat nel numero del 15 dicembre 1990 come la diciottesima unità arcade di maggior successo del mese. Ciononostatnte ebbe più successo in Nord America. La rivista RePlay lo piazza di fatti al secondo posto tra i più popolari kit di conversione da novembre a dicembre 1990.